# Йеннер, Густав
Густав Уве Йеннер (нем. Gustav Uwe Jenner; 3 декабря 1865, Кайтум — 29 августа 1920, Марбург) — немецкий композитор. Почётный доктор Марбургского университета (1904).
Родился в семье врача, шотландца по происхождению, утверждавшего, что приходится родственником Эдварду Дженнеру. Вырос в Кеттвиге, затем семья перебралась в Глешендорф (ныне в составе Шарбойца). Далее Йеннер учился в гимназии в Киле, самоучкой освоил игру на фортепиано. В 1880 году на юного Йеннера обратил внимание живший в Киле поэт Клаус Грот, чьи сыновья учились вместе с ним в гимназии; благодаря его протекции Йеннер стал изучать гармонию и игру на органе под руководством ведущего кильского музыканта Германа Штанге. Хоровая пьеса на стихи Грота Wenn ein müder Leib begraben (с нем. — «Когда усталое тело хоронят...»; 1882) — первое сохранившееся сочинение Йеннера. Через Грота молодой музыкант познакомился также с Теодором Штормом и положил на музыку несколько его стихотворений.
В 1884 году отец Йеннера покончил с собой, в связи с чем Йеннер отказался от мысли тоже стать врачом и решил полностью посвятить себя музыке. Он бросил учёбу в гимназии и начал брать уроки композиции у Арнольда Круга в Гамбурге. В 1887 году Грот отправил несколько произведений Йеннера Фрицу Зимроку с предложением напечатать их. Зимрок показал ноты Иоганнесу Брамсу, который высказал мнение, что юноша талантлив, но нуждается в гораздо более серьёзном образовании. Йеннер обратился напрямую к Брамсу, сообщая о своём намерении переехать в Вену, где тот жил, и учиться музыке там, иногда показывая мэтру свои сочинения, и получил согласие. Грот собрал в Киле достаточно денег для такого развития событий, и в феврале 1888 года Йеннер обосновался в Вене. На протяжении нескольких лет (с перерывом на обязательную военную службу в 1889—1890 гг.) Йеннер изучал композицию под руководством Брамса и контрапункт под руководством Ойзебиуса Мандычевского. Одновременно он сам давал уроки, дирижировал любительскими и церковными хорами и сочинил значительное количество песен (многие также на стихи Грота и Шторма), ряд камерных произведений.
В 1895 году Йеннер занял пост музикдиректора Марбургского университета и оставался на нём до конца жизни. В этом качестве он преподавал орган и гармонию, выступал с публичными лекциями по истории музыки, выступал как пианист, дирижировал студенческими концертами. В марбургский период, помимо новых песен, он сочинил Серенаду для оркестра (1911), кларнетную и виолончельную сонаты, ряд камерных ансамблей. Музыка Йеннера мало публиковалась, воспринимаясь как устаревшая, однако в XXI веке вызвала к себе новый интерес.
Йеннеру принадлежат также воспоминания «Иоганнес Брамс как человек, учитель и художник» (нем. Johannes Brahms als Mensch, Lehrer und Künstler; 1905, переиздание 1930).
Был женат на Юлии Хохштеттер (1868—1942), дочери предпринимателя Карла Кристиана Хохштеттера и внучке ботаника К. Ф. Ф. Хохштеттера. Оба их сына погибли на Первой мировой войне.